# Sint Maarten-i labdarúgó-válogatott
A Sint Maarten-i labdarúgó-válogatott egy karib-térségbeli sziget, a Szent Mihály-sziget Holland Királysághoz tartozó felének labdarúgócsapata, amelyet a Sint Maarten-i labdarúgó-szövetség (eredeti nevén: Sint Maarten Soccer Association) irányít. Mivel a Holland Királyság része, nem lehet a Nemzetközi Labdarúgó-szövetség tagja, így nem indulhat a labdarúgó-világbajnokság tornáin sem. A CONCACAF-tag nemzet labdarúgó-válogatottja 1993 óta vesz részt a CONCACAF-aranykupa selejtezőin, ahonnan továbbjutniuk még nem sikerült.
Annak ellenére, hogy a válogatott több FIFA-tagországot is több ízben legyőzött, 2004. augusztus 20-a óta nem lépett pályára. Utolsó mérkőzését a közeli sziget, Sint Eustitius ellen játszotta. A barátságos mérkőzés 2–2-es döntetlent eredményezett.

## CONCACAF-aranykupa-szereplés
- 1991:  Nem indult.
- 1993 – 1998: Nem jutott be.
- 2000: Visszalépett.
- 2002 – 2003: Nem jutott be.
- 2005: Visszalépett.
- 2007: Nem indult.
- 2009: Nem indult.

## Kapcsolódó szócikk
- Saint-martini labdarúgó-válogatott